# Jamie McAllister
James Reynolds "Jamie" McAllister (ur. 28 kwietnia 1978 w Glasgow) – szkocki piłkarz grający na pozycji obrońcy w Yeovil Town, 1-krotny reprezentant kraju.

## Kariera reprezentacyjna
| # | Data         | Przeciwko         | Wynik                         | Mecz            |
| - | ------------ | ----------------- | ----------------------------- | --------------- |
| 1 | 30 maja 2004 | Trynidad i Tobago | Szkocja 4–1 Trynidad i Tobago | mecz towarzyski |